# عبرتا
قرية عبرتا ( بفتح العين والياء وسكون الراء ) هي أحد قرى منطقة النهروان (بغداد قديما) بناحية أسكاف والمذكورة في معاجم البلدان لياقوت الحموي والتي ينسب اليها كثير من الرواة والأدباء

## أشخاص من عبرتا

### أحمد بن إبراهيم العبرتاني
أحد الشعراء المذكورين بكتاب ربيع الأبرار ونصوص الأخبار للزمخشري 

### ابن بسام البغدادي
كاتب وأديب وشاعر عاش في العصر العباسي الأوَّل.

### الأسعد بن النصر بن الأسعد العبرتي
عالم نحو مات في عام 570 هجري ببغداد 